# تعطیلات اروپایی نشنال لمپون
تعطیلات اروپایی نشنال لمپون (انگلیسی: National Lampoon's European Vacation) یک فیلم در سبک کمدی به کارگردانی امی هکرلینگ است که در سال ۱۹۸۵ منتشر شد.

## بازیگران
- چوی چیس
- بورلی دی آنجلو
- دانا هیل
- جیسون لایولی
- ویکتور لانو
- اریک آیدل
- ویلیام زابکا
- جان آستین
- مل اسمیت
- پال بارتل
- رابی کالترین
- مالکوم دانره
- ژاک هرلین
- آلیس ساپریچ
- مون زاپا
- مورین لیپمن
- ماسیمو سارکیه‌لی